# Wapen van de Elzas
Het wapen van de Franse regio Elzas is een combinatie van de historische wapens van de departementen Haut-Rhin en Bas-Rhin.

## Geschiedenis

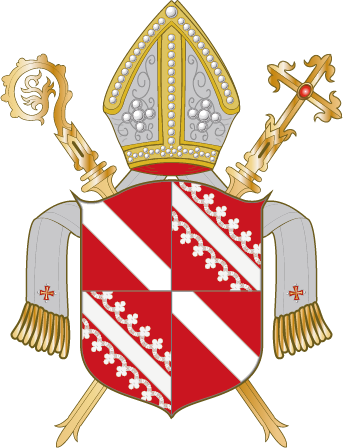
Prinsbisdom Straatsburg 982–1803
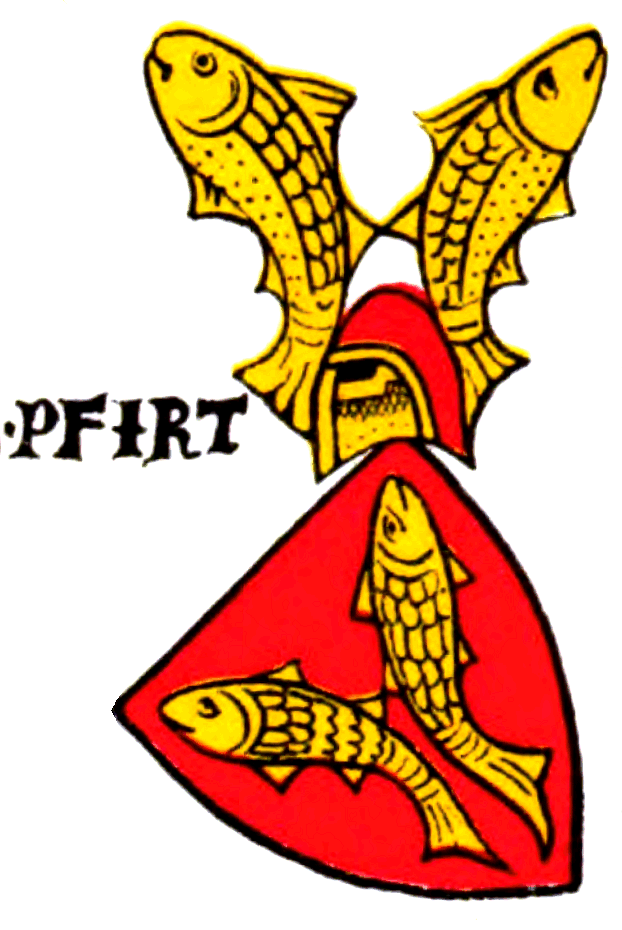
Graafschap Ferrette
Graafschap Hanau-Lichtenberg 1456/80 – 1736
Elzas-Lotharingen 1871–1918
Elzas-Lotharingen 1871–1918